# Пьотър Столипин
Пьотър Столипин (на руски: Пётр Арка́дьевич Столы́пин) е виден руски държавен деец – министър на вътрешните работи (от 26 април 1906) и едновременно министър-председател на Русия (от 8 юли 1906 до 5 септември 1911 г. при император Николай II.

## Биография

### Семейство
Принадлежи към стар дворянски род, сведения за който се срещат за пръв път през ХVI в.
Дядо му по майчина линия, княз Михаил Дмитриевич Горчаков (1793 – 1861), е главнокомандващ руската армия по време на Кримската война (1853 – 1856).
Баща му, Аркадий Столипин, участва в Кримската война като адютант на генерал М.Д. Горчаков; при отбраната на Севастопол се сприятелява с писателя Лев Толстой. В Руско-турската Освободителна война (1877 – 1878) участва вече като генерал. След края на войната е назначен за генерал-губернатор на Източна Румелия и Одринския санджак.
Майка му, Наталия Михайловна, по баща Горчакова, е образована за времето си жена. По време на Руско-турската Освободителна война заминава заедно със съпруга си като милосърдна сестра.
Втори братовчед е на поета Михаил Лермонтов. Има двама братя – Михаил (1859 – 1882) и Александър (1863 – 1925), и сестра Мария (1861 – 1923). По-големият му брат е прапоршчик в Лейбгвардейския преображенски полк и е смъртно ранен на дуел от княз Шаховски. По-малкият му брат е земевладелец, журналист (в-к „Новое время“) и политик – лидер на Октябристите (Съюз „17 октомври“).
Роден е на 14 април 1862 г. в гр. Дрезден, Германия. Детството и ранната му младост преминават главно в Литва (тогава част от Руската империя). Семейството живее в имението Колноберже, като летата прекарва в Швейцария. Когато синовете тръгват на училище, семейството купува къща в близкия Вилнюс.
Пьотър Столипин се жени млад (още като студент) за годеницата на своя по-голям брат Михаил – Олга Борисовна Нейгардт (правнучка на Александър Суворов). Според легенда, умирайки след дуела, брат му ги благославя. Имат 5 дъщери – Мария, Наталия, Елена, Олга и Александра, и син Аркадий (1903 – 1990).

### Кариера
През 1885 г. завършва Санктпетербургския императорски университет с научната степен „кандидат на Физико-математическия факултет“; по време на следването си изучава също така агрономство.
След дипломирането си постъпва на служба в Министерството на държавното имущество. През 1889 г. започва работа в Министерството на вътрешните работи, служи в Департамента по земеделието и селската промишленост. Работи като предводител на дворянството в уезд Ковно от 1889, а от 1899 г. като предводител на дворянството в губерния Ковно – до 1902 г.
През 1902 г. става най-младият губернатор в Русия – на Гродненска губерния. Като гродненски губернатор Столипин председателства губернския комитет за нуждите на селскостопанското производство. На 16 юли 1902 г., откривайки заседанието на комитета, Столипин излага възгледите си за промяна на селския живот. Най-важна мярка, според него, трябва да стане комасацията на селскостопанските имоти и разселването на селяните от селата по чифлици. Според него е наивно да се очаква да настъпи моментът, когато селяните сами ще пожелаят да комасират обработваемите си земи, затова инициативата трябва да се поеме от държавата. Друга важна мярка, формулирана от Столипин на това заседание, е развитието на мелиоративния кредит – създаването на напоителни канали и пресушаването на блатата според него ще увеличи доходността на земята. И третата важна мярка трябва да стане широкото разпространение и достъпността на общата грамотност и селскостопанските знания, в това число и сред жените. (Правда Столыпина. Сборник./ Сост. Г. Сидоровнин. – I вып. – Саратов: Изд-во Соотечественник, 1999. – С.76)
През 1903 г. е назначен за губернатор на Саратовска губерния (1903 – 1906). По време на селските вълнения през 1905 – 1906 г. Столипин изпраща доклади до император Николай II Александрович Романов, в които изказва мнението си, че причината за тях е желанието на селяните да станат собственици на земята. Според Столипин, ако селяните станат дребни собственици, те ще престанат да се бунтуват; за целта е добре, според него, да се използват и част от държавните земи.
Министър на вътрешните работи (от 26 април) и едновременно министър-председател (от 8 юли 1906) на Русия до убийството му (5/18 септември 1911).
На 12 август 1906 г. срещу Столипин е извършено покушение, което е организирано и осъществено от „Съюза на социалистите-революционери максималисти“. Взривена е министерската дача на Аптекарския остров в Санкт Петербург. Загиват общо 27 души, а 32 са ранени. Самият Столипин оцелява по чудо. Терорът срещу опозицията се засилва. Учредени са военно-полеви съдилища, които за 8 месеца произнасят около 1000 смъртни присъди. През втората половина на 1906 г. са спрени 260 периодични и всекидневни издания.

### Политика
В периода юли 1907 – септември 1911 г. министър-председателят Столипин провежда консервативна и авторитарна политика, имаща за цел модернизацията на страната и на нейното управление. Тази политика намира солидна поддръжка сред руската буржоазия. През ноември 1906 г. извършва аграрна реформа. Премахната е селската община и изкуственото задържане на селяните в нея. Държавата подпомага селяните да се сдобият със земи чрез посредничеството на Селската банка. Последната продава на кредит на селяните закупени преди това от помешчиците земи. Аграрната реформа позволява свободната продажба на земята и свободното придвижване. Това дава възможност за масово преселване на селяни от пренаселени в по-слабо населени райони като Сибир, Средна Азия и Далечния изток. Управлението на Столипин е време на ускорено икономическо развитие на Русия. Бюджетът на империята е балансиран, външната търговия става печеливша благодарение на големия износ на хранителни продукти. Времето е белязано и с небивал културен подем.
Според Столипин реформата може да бъде осъществена само при наличието на силна държавна власт. Затова действията му са съпроводени със засилване на борбата срещу революционните движения и с полицейски репресии.:с. 364 Не обръща внимание на социалното положение на работниците. Работническите синдикати по места са контролирани от полицията, социалното законодателство остава неясно, рядко се спазва. Застъпник е на политиката на безмилостно русифициране. На полски депутат заявява, че е „върховно щастие да си руски поданик“. Неговата великоруска политика настройва всички национални малцинства срещу режима. Жестоко преследвани са украинските, полските и финландските националисти.
Обявен е за почетен гражданин на Екатеринбург.
На 14 септември 1911 г. е смъртно ранен с два изстрела от Дмитрий Богров, руски анархист, агент на тайната полиция, в Киевския градски театър по време на втория антракт на спектакъла „Приказка за цар Салтан“ от Римски-Корсаков.